# Elizabeth Corley
Elizabeth Corley (ur. 19 października 1956) – angielska pisarka kryminalna i menedżer. 

## Biogram
Dorastała w West Sussex w Wielkiej Brytanii. Obecnie prezes Allianz Global Investors Deutschland. Wiceprzewodnicząca Crime Writers Association. Pisarka kryminałów. Zamieszkała w Londynie, ale przebywa też w Niemczech i we Francji.

## Powieści
Dotąd opublikowała:
- Requiem dla mordercy (Requiem Mass, 1998, polskie wydanie – 2010),
- Fatal Legacy, 2000,
- Grave Doubts, 2006,
- Innocent Blood, 2009.